# Тихон (Русинов)
Епи́скоп Ти́хон (в миру Ива́н Владими́рович Руси́нов; 17 (29) апреля 1886, слобода Казинка, Павловский уезд, Воронежская губерния — 8 мая 1938, Одесса) — епископ Русской православной церкви, епископ Одесский.

## Биография
Из семьи диакона Вознесенской церкви села Большая Казинка Владимира Яковлевича Русинова. Брат епископа Митрофана (Русинова).
В 1902 году окончил Павловское духовное училище, в 1908 году — Воронежскую духовную семинарию.
В 1908 году назначен надзирателем за учениками Бирюченского духовного училища.
В 1911 году уволен за штат в связи с поступлением в Санкт-Петербургскую духовную академию, которую окончил в 1915 году со степенью кандидата богословия.
4 сентября того же года назначен преподавателем Озургетского духовного училища. В 1917 году переведён в Павловского духовного училища Воронежской епархии.
С 1919 года — преподаватель Донского Мариинского института.
В 1920 году пострижен в монашество и рукоположен во иеромонаха.
Уклонился в обновленчество. 12 ноября 1922 года хиротонисан обновленческими архиереями во епископа Усть-Медведского, викария Царицынской епархии. Хиротонию совершили: митрополит Антонин (Грановский) и архиепископ Модест (Никитин). С апреля 1923 года временно управлял Царицынской епархией. 29 апреля 1923 года газеты «Правда» и «Известия» сообщили, что «Царицынский епископ Тихон в беседе с сотрудником печати сказал: „Бывший патриарх Тихон, вмешавшийся в государственные дела, призвавший в сопротивлению изъятию церковных ценностей на помощь голодающим совершил тяжкое преступление перед государством и церковью и заслужил Самой суровой кары“». Подобные заявления были типичными для обновленческих лидеров в то время.
17 апреля 1924 года принёс покаяние перед Патриархом Тихоном и принят в сане епископа. 24 июня того же года назначен епископом Усть-Медведским, викарием Донской епархии.
22 декабря 1925 года в Московском Донском монастыре был участником совещания 10 архиереев, учредивших Временный высший церковный совет и таким образом, положивших начало григорианскому расколу. После наложенного митрополитом Сергием (Страгородским) на членов ВВЦС запрещения, епископ Сталинградский Тихон принёс покаяние и проживал в Москве без права выезда. 28 июня 1926 года преосвященный Тихон был арестован, под влиянием следователя Казанского вернулся в юрисдикцию ВВЦС и 17 сентября был освобождён из-под стражи. 18 октября епископ Тихон написал письмо митрополиту Ярославскому Агафангелу (Преображенскому), в котором осуждал единоличное правление митрополита Сергия (Страгородского) и просил его вступить в должность патриаршего местоблюстителя. В конце письма он сообщал, что незамедлительно выезжает в Сталинградскую епархию. В это время в Сталинграде имелись 14 действующих церквей: 8 обновленческих и 6 тихоновских. Успехи ВВЦС в Сталинграде отмечали даже обновленцы. Так, в Бюллетене обновленческого Священного Синода говорилось: «В Сталинград в начале октября вернулся из Москвы епископ Тихон от ВВЦС и начал громить сергиевского епископа; взаимно друг друга запретили, но оба поминают одного и того же митрополита Петра Крутицкого, у обоих есть сторонники».
17 декабря 1931 года снова покаялся перед митрополитом Сергием.
С 29 июня 1932 года — епископ Ижевский.
С 13 февраля 1933 года — епископ Полоцкий и Витебский.
С 27 июля 1935 года — епископ Полтавский и Перяславский.
В марте 1937 года назначен епископом Одесским и Херсонским. В апреле того же года прибыл к месту служения.
6 марта 1938 года арестован Управлением НКВД по Одесской области. Обвинён в «антисоветской агитации». 20 апреля 1938 года приговорён к высшей мере наказания. Расстрелян 8 мая 1938 года в Одессе.